# Shang-Chi and the Legend of the Ten Rings
Shang-Chi and the Legend of the Ten Rings is een Amerikaanse superheldenfilm uit 2021 gebaseerd op de verhalen van de gelijknamige Marvel Comics. Het is de 25e film in het Marvel Cinematic Universe en de eerste gebaseerd op het personage Shang-Chi.
Shang-Chi and the Legend of the Ten Rings is geregisseerd door Destin Daniel Cretton. De cast bestaat uit Simu Liu als het titelpersonage, Awkwafina, Meng'er Zhang, Fala Chen, Florian Munteanu, Benedict Wong, Michelle Yeoh, Ben Kingsley en Tony Leung. 

## Verhaal

### Proloog
Xu Wenwu vindt in circa 1000 AD de 'Tien Ringen'. Door die te gaan dragen stopt hij met verouderen, wordt hij bovenmenselijk sterk en vrijwel onkwetsbaar. Daarbij kan hij ze gebruiken als telepathisch bestuurbare wapens en om energieprojectielen af te vuren. Met zijn nieuw verworven vermogens richt hij de organisatie Ten Rings op, die in de volgende duizend jaar uitgroeit tot een criminele wereldmacht. Om zijn krachten verder te vergroten, gaat Xu in 1996 op zoek naar het mythische dorp Ta Lo. Hier wordt hij bij de ingang tegengehouden door Ying Li. De twee worden verliefd, maar Xu mag Ta Lo niet in. Daarom vertrekken ze samen. Xu treedt terug uit de Ten Rings en bergt de ringen op om samen met Ying Li een gezin te stichten. Ze krijgen twee kinderen, Shang-Chi and Xialing.
Wanneer Shang-Chi zeven jaar oud is, vermoorden oude vijanden van zijn vader zijn moeder. Xu gaat daarop opnieuw de ringen dragen. Hij neemt wraak op de moordenaars en gaat de Ten Rings weer leiden. Hij dwingt Shang-Chi om zich te ontwikkelen tot meester in de gevechtskunsten. Xialing mag de trainingen niet volgen, maar oefent in het geheim zelf toch. Nadat Xu Shang-Chi op zijn veertiende een liquidatie laat uitvoeren, ontvlucht hij zijn vader door naar Amerika te reizen en daar te gaan leven onder de schuilnaam 'Shaun'.

### Verhaal
Een volwassen 'Shaun' werkt samen met zijn beste vriendin Katy Chen als valet in San Francisco. Hij probeert om vooral zo onbezorgd mogelijk te leven en plezier te hebben. Op een dag worden ze aangevallen door een groep mannen die voor zijn vader werkt. Ze stelen daarbij de hanger die hij als jongetje van zijn moeder kreeg. Katy is zo getuige van zijn gevechtskunsten, waarvan ze geen idee had. Shang-Chi onthult haar zijn echte naam en afkomst en reist samen met haar naar Macau. Xialing heeft eenzelfde hanger en hij is bang dat de Ten Rings ook haar aanvalt.
Xialing blijkt op haar zestiende ook hun vader te zijn ontvlucht. Ze runt een geheime vechtclub waar vooral strijders met bovenmenselijke vermogens het tegen elkaar opnemen. Hier worden ze inderdaad aangevallen door de Ten Rings. Ook Xu zelf duikt op. Hij neemt Shang-Chi, Katy en Xialing mee naar het hoofdkwartier van de Ten Rings. Met de hangers van zijn kinderen krijgt hij toegang tot een routekaart naar Ta Lo. Hij is ervan overtuigd dat zijn overleden vrouw daar gevangen wordt gehouden achter een speciale poort en dat ze hem boodschappen stuurt om hulp te vragen. Hij wil er daarom heen om haar te bevrijden.
Shang-Chi, Katy en Xialing zien niets in het plan van Xu. Hij sluit ze daarom op in een kerker. Hier ontmoeten ze Trevor Slattery, die Xu gevangen heeft gezet omdat hij zich voor hem uitgaf. Slattery blijkt vergezeld te worden door een mythologische hundun genaamd Morris. Die helpt ze ontsnappen en leidt ze naar Ta Lo. Dit blijkt in een andere dimensie te liggen en is zowel de woonplaats van een groep mensen als van tal van mythologische dieren. Een van de bewoners is Ying Nan, de zus van Ying Li. Zij legt uit dat Ta Lo ooit werd aangevallen door een wezen dat ze de Dweller-in-Darkness noemen. Ze werden toen gered door een draak genaamd Great Protector. De hielp de Dweller-in-Darkness op te sluiten in zijn eigen wereld, achter een grote poort. Het is in werkelijkheid het wezen dat de stem van Ying Li imiteert en Xu zo probeert te verleiden om de poort te vernietigen.
Xu en de Ten Rings bereiken Ta Lo en begeven zich richting de poort. Shang-Chi probeert zijn vader tegen te houden, maar verliest en belandt levenloos in een meer. Xu gaat vervolgens de poort te lijf met de Tien Ringen. De Great Protector duikt op en brengt Shang-Chi bij zijn positieven. De Dweller-in-Darkness breekt door de verzwakte poort en valt de dorpelingen aan. Xu redt Shang-Chi ten koste van zijn eigen leven. Hij kan nog net de Tien Ringen overdoen aan zijn zoon. Shang-Chi, de Great Protector en Katy verslaan daarna samen de Dweller-in-Darkness.

### Epiloog
Shang-Chi en Katy keren terug naar huis. Daar ontmoeten ze magiër Wong, die hen maant om met hem mee te komen naar zijn thuishaven Kamar-Taj. Hij stelt ze hier voor aan Bruce Banner en Carol Danvers. Ze ontdekken dat de ringen een signaal uitzenden, alleen is niet duidelijk waarnaartoe. Intussen werpt Xialing zich op als nieuwe leider van de Ten Rings, ondanks haar toezegging dat ze de organisatie zou opdoeken.

## Rolverdeling
| Acteur / actrice                  | Personage                                          |
| --------------------------------- | -------------------------------------------------- |
| Simu Liu                          | Xu Shang-Chi / Shaun                               |
| Tony Leung                        | Xu Wenwu / The Mandarin                            |
| Awkwafina                         | Katy Chen                                          |
| Ben Kingsley                      | Trevor Slattery                                    |
| Meng’er Zhang                     | Xu Xialing                                         |
| Fala Chen                         | Ying Li                                            |
| Michelle Yeoh                     | Ying Nan                                           |
| Yuen Wah                          | Meester Guang Bo                                   |
| Florian Munteanu                  | Mattias / Razor Fist                               |
| Benedict Wong                     | Wong                                               |
| Andy Lee                          | Li Ching-Lin / Death Dealer                        |
| Paul He                           | Kanselier Hui                                      |
| Stephanie Hsu                     | Soo                                                |
| Kunal Dudheker                    | John                                               |
| Tsai Chin                         | Waipo Chen                                         |
| Jodi Long                         | Mrs. Chen                                          |
| Dallas Liu                        | Ruihua Chen                                        |
| Ronny Chieng                      | Jon Jon                                            |
| Zach Cherry                       | Klev                                               |
| Jade Xu                           | Helen                                              |
| Arnold Sun en Jayden Tianyi Zhang | Jongere Xu Shang-Chi                               |
| Harmonie He en Elodie Fong        | Jongere Xu Xialing                                 |
| Dee Bradley Baker                 | Morris (stem)                                      |
| Tim Roth                          | Emil Blonsky / Abomination                         |
| Mark Ruffalo                      | Bruce Banner (post-credit scene)                   |
| Brie Larson                       | Carol Danvers / Captain Marvel (post-credit scene) |

## Release en ontvangst
De Amerikaanse release voor Shang-Chi and the Legend of the Ten Rings stond gepland op 12 februari 2021 ten behoeve van de eerste dag van het Chinees Nieuwjaar, maar werd door de uitbraak van het coronavirus meerdere keren uitgesteld. In maart raakte bekend dat de film in de Verenigde Staten op 3 september 2021 wordt uitgebracht. De film is in Nederland twee dagen eerder uitgebracht dan in de Verenigde Staten.
Op Rotten Tomatoes heeft Shang-Chi and the Legend of the Ten Rings een waarde van 92% en een gemiddelde score van 7,50/10, gebaseerd op 312 recensies. Op Metacritic heeft de film een gemiddelde score van 71/100, gebaseerd op 52 recensies.